# Salacia volubilis
Salacia volubilis är en benvedsväxtart som beskrevs av Ludwig Eduard Theodor Loesener och Winkler. Salacia volubilis ingår i släktet Salacia och familjen Celastraceae. Inga underarter finns listade.